# 松林憲太郎
松林 憲太郎（まつばやし けんたろう、1994年10月8日 - ）は、日本の元男子バレーボール選手である。

## 来歴
宮城県塩竈市出身。12歳のときに父の影響を受けてバレーボールを始める。
東北高等学校、東海大学を経て、2016年、サントリーサンバーズの内定選手となる。
2017年、大学を卒業後サントリーサンバーズに入団。入団1シーズン目の2017-18シーズンにV・プレミアリーグに出場し、Vリーグデビューを果たす。
2022年、2021-22シーズンV1終了をもって現役引退。

## 人物
- 父の松林敏彦はNTT東海でプレーしていた[7]。

## 所属チーム
- 東北高等学校（2010-2013年）
- 東海大学（2013-2017年）
- サントリーサンバーズ（2017-2022年）